# ТехУспех
Рейтинг инновационных компаний «ТехУспех» — первый в России рейтинг высокотехнологичных быстроразвивающихся компаний, его сравнивают с рейтингом инновационных компаний журнала Forbes,. В 2015 году партнером стала также Высшая школа экономики.
Рейтинг впервые составлен в 2012 году ОАО «РВК» в партнёрстве с Ассоциацией инновационных регионов России (АИРР). В 2013 году к формированию рейтинга в качестве партнеров присоединились аудиторско-консалтинговая сеть PwC и Внешэкономбанк (ВЭБ)  (с 2014 года — в лице ОАО «Российский Банк поддержки малого и среднего предпринимательства» (МСП-Банк, Группа ВЭБ))..
В 2014 году для компаний-участников рейтинга начал работу профессиональный клуб — площадка для расширения возможностей в части коммуникаций, повышения компетенций топ-менеджмента, организации межотраслевого диалога. Компании, соответствующие квалификационным требованиям отбора рейтинга 2012—2014 годов, приглашаются стать участниками Клуба с возможностью пользования всеми преференциями и сервисами проекта, предлагающего практические инструменты поддержки.,

## Методология
В 2013 году PwC разработала методологию специально для рейтинга ТехУспех. При разработке были изучены наиболее авторитетные международные решения: The World’s Most Innovative Companies (Forbes), TOP 100 Global Innovators 2012 (Thompson Reuters), The Global Innovation 1000 study of R&D spending (Booz&Co). 
В 2014 и в 2015 году методология дважды модифицировалась с использованием опыта составления рейтинга предыдущих годов, а также анализа международных исследований и рейтингов инновационных компаний, включая: The Most Innovative Companies 2012 (The Boston Consulting Group), The World's Most Innovative Companies (Forbes), TOP 100 Global Innovators 2012 (Thompson Reuters), The Global Innovation 1000 study of R&D spending (Booz&Co), Technology Fast 50 – Technology, Media, Telecom 2012 (Deloitte), How Companies Approach Innovation (McKinsey Global Survey). В результате критерии отбора в рейтинг 2015 года были следующими:
- выручка компании (группы компаний) за 2014 год составляет от 100 млн руб. до 10 млрд руб.;
- среднегодовой темп роста (CAGR) выручки не менее 15% за 3 последние года (2012, 2013, 2014 годы);
- за последние 3 года (2012, 2013, 2014 годы) компания вывела на российский рынок, как минимум, один новый или существенно улучшенный продукт/услугу, разработанные на основе собственных или приобретенных результатах НИОКР;
- доля выручки от продаж такой новой продукции/услуг составляет в среднем не менее 30% за последние 3 года (2012, 2013, 2014 годы);
- средние за последние 3 года (2012, 2013, 2014 годы) затраты на НИОКР составляют не менее 5% от выручки;
- средние за последние 3 года (2012, 2013, 2014 годы) затраты на технологические инновации составляют не менее 10% от выручки;
- минимальный возраст компании — 4 года.[11]

## Рейтинг 2015
В 2015 году из 250 заявителей в рейтинг вошли 60 компаний. Выручка топ-50 компаний в целом выросла на 35% по сравнению с 2014 годом – с 58,1 млрд рублей до 78,2 млрд рублей, средняя выручка составила 1,6 млрд рублей. Суммарные расходы топ-50 на технические инновации выросли на 19%, до 19,1 млрд рублей, средние расходы для компании составляют 26% выручки. Средний возраст компаний составил 19 лет, средняя численность сотрудников превысила 500 человек.
Итоги и победители рейтинга были представлены на Форуме «Открытые инновации»-2015.. Лидером общего рейтинга стала компания «Биокад» (Санкт-Петербург), производитель инновационных лекарственных препаратов для лечения онкологических и аутоиммунных заболеваний. Кроме общего рейтинга, составлялись рейтинги по номинациям «Быстрорастущие компании» (рейтинг по темпам роста выручки, победитель – «Лидер-компаунд», Мордовия), «Инновационные компании» (победитель – ОНПП «Технология» им. А.Г. Ромашина, г.Калуга), и введенной в 2015 году новой номинации «Экспортный потенциал» (победитель – ООО «Пермская Химическая Компания», г.Пермь).

## Рейтинг 2014
В 2014 году было подано 110 заявок на участие, 80 компаний были квалифицированы для участия. Средняя величина годовой выручки компании-участника была равна 1,7 млрд рублей, из которых 57 % поступало от новой продукции; средняя норма расходов на инновации была равна 23 % расходов, на НИОКР — 10 %.

## Рейтинг 2013
Формирование рейтинга велось по новой, созданной PwC методике, требования которой были существенно формализованы по сравнению с 2012 годом, приближены к мировым требованиям и сделаны более строгими. Пороговые значения были установлены исходя из среднеотраслевых показателей, включая ограничение на размер выручки сверху (не более 10 миллиардов рублей) и на темпы её роста снизу (не менее 15%). В конкурс заявлялось больше ста компаний, ужесточенным квалификационным требованиям соответствовали лишь около 100. Средние расходы участников Топ-50 на НИОКР составляли 8,4% от выручки, на технологические инновации – 17,1%.

## ТехУспех-2012 («Инновационные компании России 2012»)
В 2012 году рейтинг формировался впервые. Задачей было заявлена не оценка компаний или их ранжирование по критериям, предполагающим жесткую процедуру экспертизы, а сбор информации о самом существовании высокотехнологичных компаний среднего бизнеса, и привлечение внимания к ним. Заявить компанию на участие в рейтинге мог любой человек.
Для участия требовалось удовлетворять следующим критериям: компания возникла и сформировалась в новейшей истории России (не ранее 1987 года); бизнес компании выстроен и развивается на базе разработки и коммерциализации высокотехнологической продукции; ежегодный оборот от продажи собственной высокотехнологической продукции составляет 100 млн. руб. и более; компания демонстрирует устойчивую положительную динамику продаж; компания реализует собственную высокотехнологическую продукцию во многих регионах России и, возможно, приступает к экспансии на внешние рынки.